# Сёберг, Штеффен
Штеффен Сёберг (норв. Steffen Søberg; род. 6 августа 1993, Осло) — норвежский хоккеист, вратарь клуба «Волеренга». Первый в истории Норвегии хоккейный вратарь, выбранный на драфте НХЛ.

## Игровая карьера
Выступал с 2010 по 2013 годы за «Манглерунд Стар», в 2013 году перешёл в «Волеренгу». На драфте НХЛ 2011 года Штеффен Сёберг был выбран в 4-м раунде под 117-м номером командой «Вашингтон Кэпиталз» и стал первым норвежским хоккейным вратарём, которого выбрала на драфте команда НХЛ. В том же году он был выбран под 6-м номером на драфте Канадской хоккейной лиги клубом «Свифт Каррент Бронкос».
В составе сборной Норвегии участвовал в чемпионатах мира 2013, 2014, 2015 и 2016 годов, а также был в заявке на Олимпийские игры 2014 года. В составе молодёжной сборной Норвегии провёл серию игр против канадских команд, в том числе и сборной Канады — по ходу матча он был заменён в связи с неудовлетворительной игрой.
В составе сборной до 18 лет Штеффен играл на чемпионате мира 2011 года в Германии: во время игры против Чехии он совершил 48 сэйвов, однако Норвегия потерпела поражение со счётом 3:2. В среднем он отражал по 50 бросков за игру. Всего он отразил 317 бросков по воротам за 17 игровых периодов, что считается первым результатом по общему числу бросков — россиянин Андрей Василевский отразил по ходу турнира 235 бросков. Процент отражённых Сёбергом бросков составил 93,1% (второе место среди всех вратарей).

## Личная жизнь
Есть брат Маркус, играющий в хоккее на позиции нападающего. Маркус и Штеффен выступали на чемпионате мира до 18 лет 2011 года в Дрездене и Криммичау. Их мать родилась в США, поэтому у обоих есть американское гражданство.